# Mathurine Fourchon
Mathurine Fourchon est née en 1786 à Gausson dans le département des Côtes-d'Armor en Bretagne dans le Nord-Ouest de la France . Elle était cantinière dans l'Armée d'Afrique. En 1853, elle est la septième femme à être décorée de la Légion d'honneur, la première étant Marie-Angélique Duchemin, militaire française décorée en 1851.

## Faits militaires
On sait peu de choses sur sa jeunesse et son histoire avant sa carrière militaire.
En 1814 à Gausson, elle épouse  Mr Geffroy Perrault ( mais aussi selon les documents orthographié Perrot ou Peyrot, en fonction des actes trouvés) qui est veuf. Il est né le 25 septembre 1782 à Saint-Séglin, devenu officier officier d'artillerie de la Grande Armée après avoir été boulanger.
Pour pouvoir devenir cantinière il faut obtenir une autorisation d’exercer ce métier. Et pour ça, il faut être mariée, à un militaire de surcroit, acte de mariage à l’appui. C'est ainsi que Mathurine Fourchon devient cantinière dans l'armée.
Ensemble, ils ont eu trois enfants. Le 24 juillet 1815 nait leur première fille Rosalie Jeanne Marie Perrault,  à Saint-Malo. Elle deviendra elle aussi cantinière comme sa mère.

Ce métier est peu connu, mais il est possible d’imaginer son quotidien de cantinière au front grâce aux mémoires de Mary Seacole dont l’aventure est comparable, et est une contemporaine américaine.
« [...] Mary Seacole a eu l’occasion de mettre par écrit le récit de sa vie, elle révélait que sa cantine militaire lui avais permis de pratiquer son savoir faire de guérisseuse sans risquer de choquer le corps médical ».
De même que Christel Mouchard évoque ce métier dans son ouvrage L'aventurière de l'"Étoile" : Jeanne Barret, passagère clandestine de l'expédition Bougainville qui retrace la vie de la française Jeanne Barret une autre contemporaine de Mathurine Fourchon et Mary Seacole.
« [...] Cette cantinière aujourd’hui célèbre pour avoir instauré son échoppe sur la ligne  de front de guerre de crimée de 1855 [...] toutes deux aimaient le voyage et le danger, plus frappant, toutes deux avaient des compétences médicales d’origine à la fois populaire et savante; enfin toutes deux ont tiré leur audace une reconnaissance sociale inattendue ».
Depuis 1830, la France est dans un contexte instable, la monarchie constitutionnelle est dirigée par Louis-Philippe 1er qui devient « roi des français ». Il fait entrer la France en guerre contre l’Algérie cette même année pour en faire une colonie française. Cette campagne pour la Conquête de l’Algérie demandée par Louis Philipe va durer 17 ans.
Mathurine Fourchon va donc partir avec les soldats, en Algérie pour exercer son métier de Cantinière. Elle se comporte héroïquement lors du siège de Constantine, en Algérie, en octobre 1837. Alors qu’elle soignait les blessés, elle fut blessée à son tour par quatre balles,. Comme beaucoup de cantinières, elle a été blessée à plusieurs reprises dans des combats, en voulant soigner les soldats.
En 1843, elle est toujours en Algérie car elle assiste au mariage de sa fille Rosalie, avec son époux Hubert Bernadotte, gardien de Batterie dans l’artillerie au Fort de Mers-el-Kébir. Rosalie désormais mariée à un militaire, va elle aussi entreprendre une carrière de cantinière.

## Les honneurs
En 1853, sous Napoléon III, Mathurine Fourchon est décorée de l'ordre impérial de la Légion d'honneur en reconnaissance de son dévouement,
Après sa carrière militaire, Mathurine Fourchon s'installe à Saint-Malo avant de se retirer à Nantes. Elle y meurt le 9 avril 1863, dans un grand dénuement.

C'est un officier de la Légion d'honneur, le lieutenant colonel Louis Charles Théodore de Surineau qui a déclaré son décès. Ce qui laisse supposer qu'elle était tout à fait reconnue dans ses fonctions.
Le 11 avril 1863, le Courrier de Nantes lui consacre un article pour lui rendre hommage. Ainsi on peut lire : « Cette femme intrépide avait reçu au siège de Constantine, la croix de La Légion d'Honneur en récompense de son dévouement à soigner les blessés ; frappée elle même sur les champs de bataille, de quatre balles dont la dernière n'a pu être extraite que tout récemment, elle portait de noble cicatrices ». Ce même article rapporte un autre fait militaire de Mathurine Fourchon : « Elle était occupée dans la mêlée à panser le colonel de son régiment qui venait d'être blessé; un Bédouin survint à l'improviste et trancha d'un coup de yatagan la tête de cet officier supérieur et fit du même coup, à la brave cantinière une large blessure à la cuisse » .
Elle est enterrée au cimetière La Bouteillerie à Nantes. Une palme présente sur sa pierre tombale, symbolise sa Légion d’honneur. Au fil des ans, les inscriptions de sa tombe disparurent, la rendant anonyme. Xavier Trochu ancien archiviste aux Archives municipales de Nantes, et officier de réserve intéressé par le mémoriel, l’histoire et le patrimoine militaire a réalisé une étude sur la tombe de Mathurine Fourchon. Et a retracé son histoire militaire.Sa tombe a été refaite en 2019, y apposant les honneurs. La mairie de Nantes a pris en charge ses frais funéraires comme l'indique le dépliant de la visite du Cimetière,.

Sa Légion d'honneur a suscité la protestation de Léonce Grasilier le 1er septembre 1917, dans le journal La Nouvelle Revue, prêtre historien peu enclin à voir la place des femmes dans l'armée, encore moins être décorées. 
Il est écrit : « À propos de Mme Perrot, née Françoise-Mathurine Fourchon : Elle aurait reçu sur sa tombe les honneurs militaires et mention de sa prétendue décoration aurait été faite dans son acte de décès à l'état civil de la mairie de Nantes, le 6 avril 1863 ... Bref, aucune de ces femmes ne fut faite chevalier de la Légion d'Honneur, aucune ne fut même décorée ». Elle y est qualifiée péjorativement d'« espèce de Mère Ibrahim ».

## Galerie

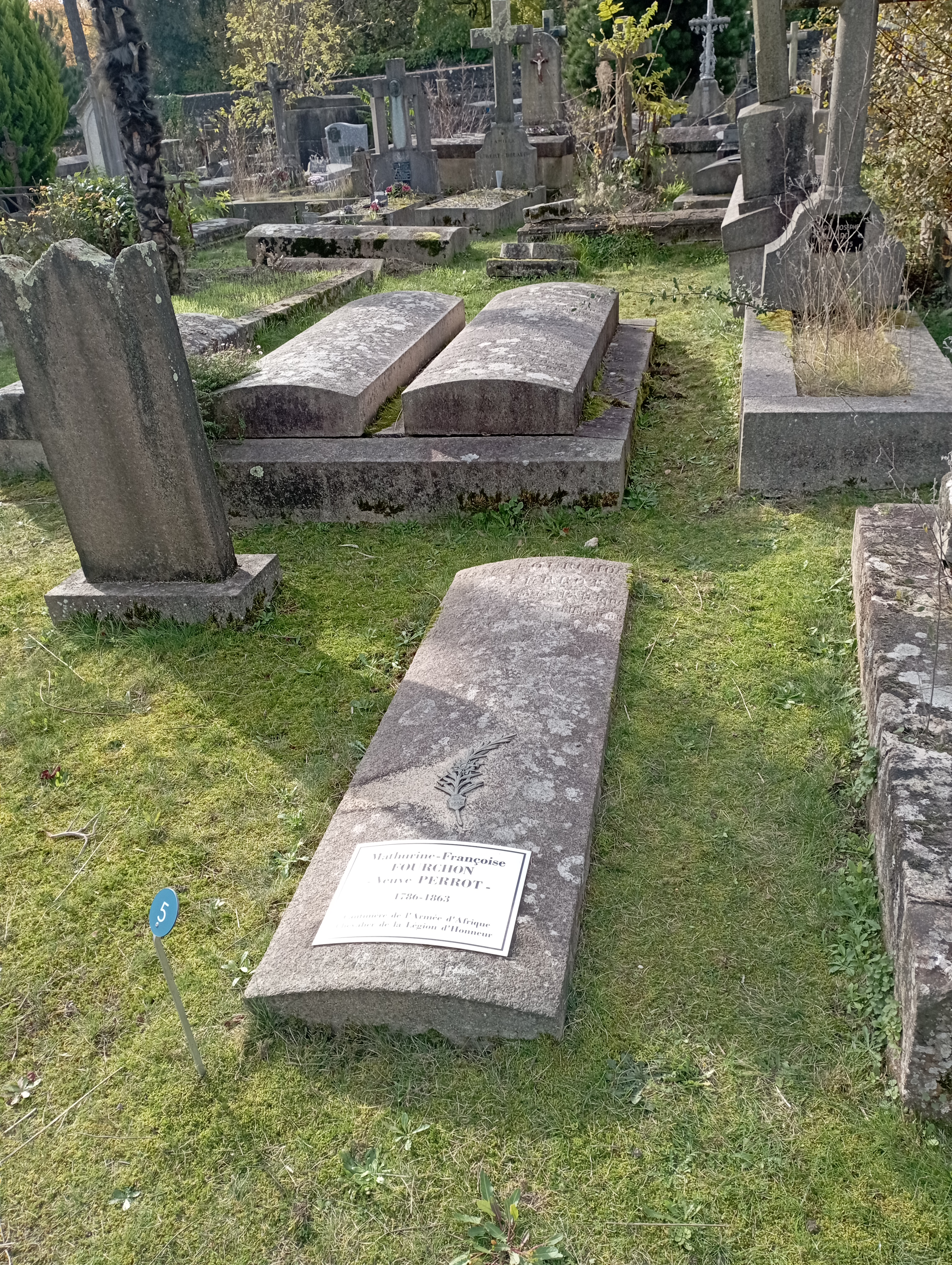
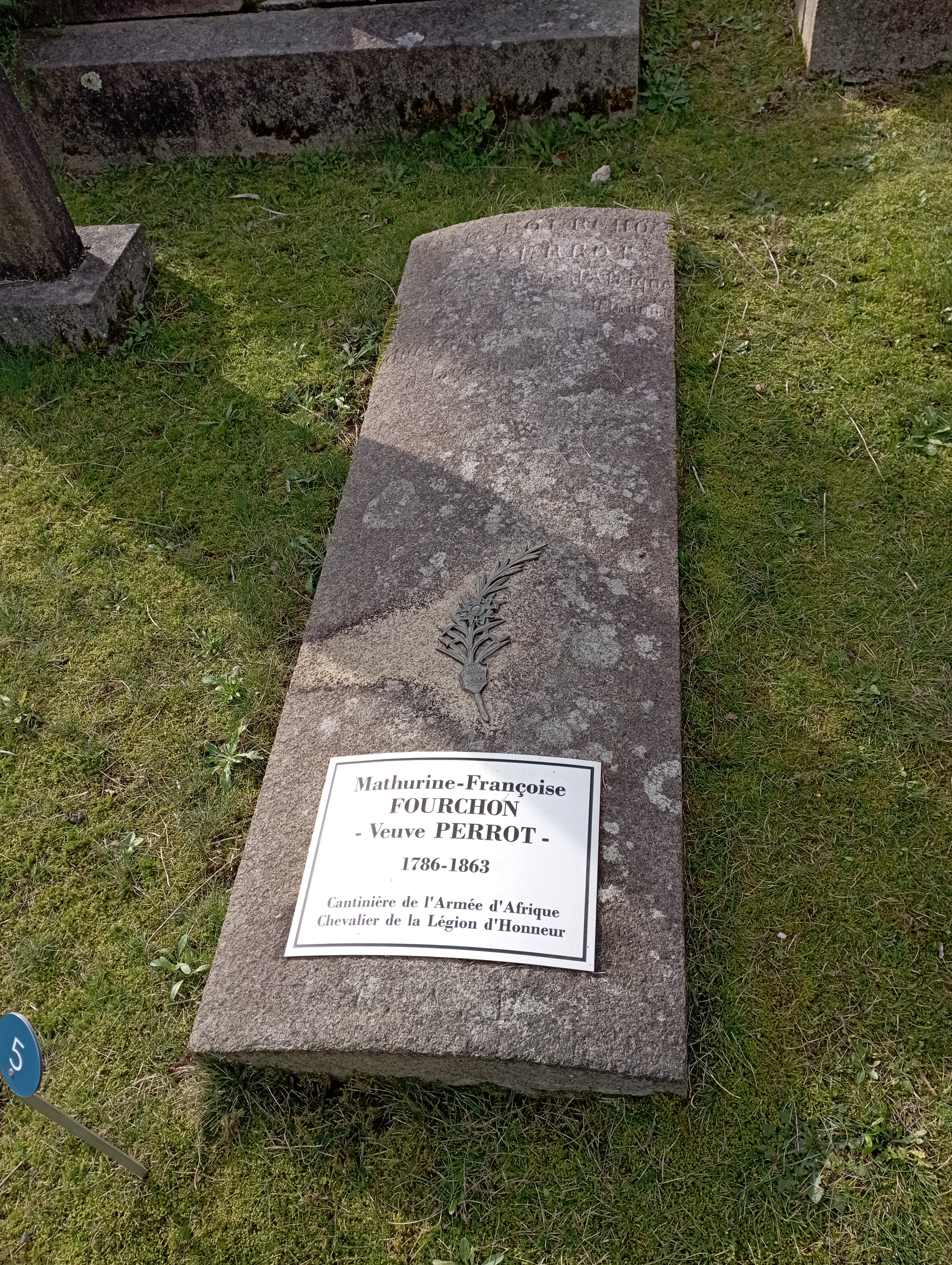
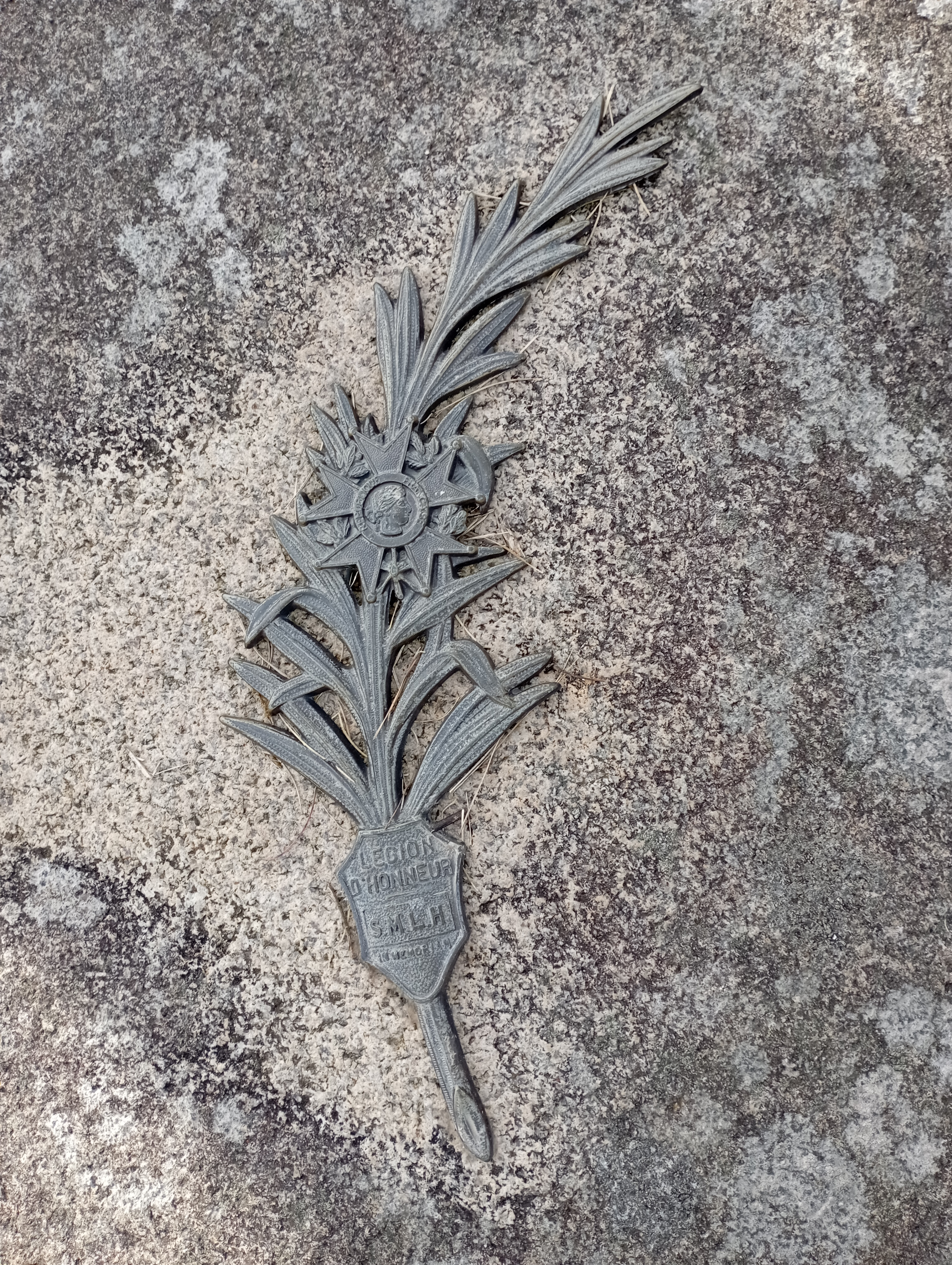
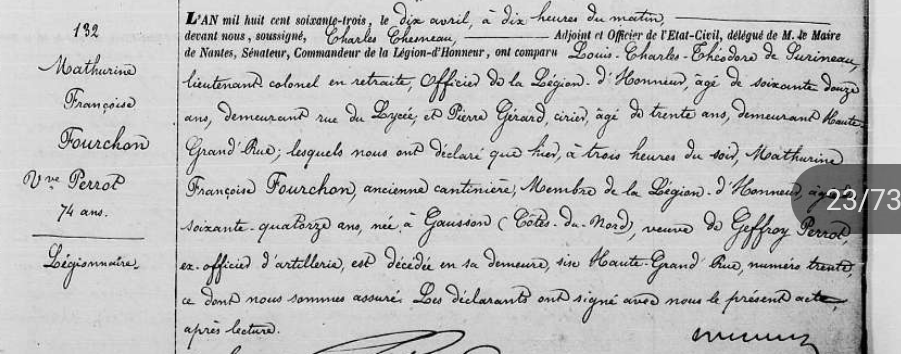

## Distinctions
- Chevalier de la Légion d'honneur